# Cixius gladia
Cixius gladia är en insektsart som beskrevs av Tsaur 1991. Cixius gladia ingår i släktet Cixius och familjen kilstritar. Inga underarter finns listade i Catalogue of Life.